# Kalciumpolystyrensulfonat
Kalciumpolystyrensulfonat (varunamn Resonium) är ett läkemedel som används för att behandla för högt kalium (hyperkalemi). Det är en jonbytare som i utbyte mot kalcium komplexbinder kalium i magtarmkanalen; det utsöndras därefter med avföringen.
Resonium är ett pulver och kan ges antingen peroralt eller genom lavemang. Vid peroral administration brukar pulvret strös i gröt eller liknande halvfast föda.